# Bruno Leoni

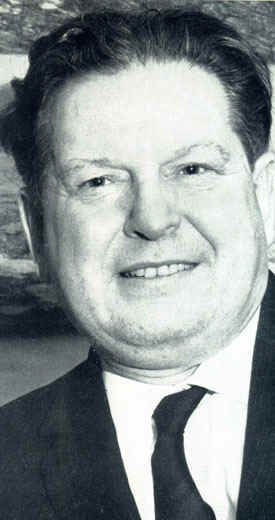
Bruno Leoni

Bruno Leoni (* 26. April 1913 in Ancona; † 21. November 1967 in Turin) war italienischer Rechtsphilosoph und Anwalt. Er gilt als Vertreter des klassischen Liberalismus.
Leoni war Herausgeber des politikwissenschaftlichen Journals Il Politico und Sekretär, später Präsident der Mont Pèlerin Society. Von 1942 bis zu seinem Tod lehrte er an der Universität Pavia.

## Biografie
1913 in Ancona geboren, verbrachte er sein Leben in Turin (wo er lebte und sein Beruf als Anwalt ausübte), in Pavia (wo er von 1945 bis zu seinem tragischen Verschwinden und Tod 1967 an der Universität Pavia lehrte) und in Sardinien (wo er familiäre und freundschaftliche Beziehungen pflegte).
Als Schüler des italienischen Philosophen Gioele Solari, dessen wissenschaftlicher Mitarbeiter er war, wurde er 1942 außerordentlicher Professor für Staatslehre an der Universität Pavia. Jedoch sollte er während der Kriegsjahre einige Zeit von Studium und Lehre abgehalten werden. Im Laufe der Kriegsjahre sollte er Mitglied der sogenannten A Force, eine Geheimorganisation der Alliierten, die sich für die Befreiung und Rettung von Soldaten einsetzte.
Erst am Ende des Krieges 1945 konnte er seine akademischen Aktivitäten beginnen. Hierbei lehrte er auch Rechtsphilosophie und wurde Präsident der Fakultät für Politikwissenschaften (1948–1960).
Als Gründer des Fachmagazins Il Politico entwickelte er gleichzeitig eine intensive Aktivität als Publizist, wobei er zahlreiche Kommentare für die italienische Wirtschaftszeitung Il Sole 24 Ore veröffentlichte. Als Mitglied der Mont Pèlerin Society (deren Sekretär und dann später Präsident er wurde) widmete er sich auch intensiv dem Zentrum für methodologische Studien in Turin, ebenso wie dem Zentrum für Recherche und Dokumentation "Luigi Einaudi".

## Bedeutung
Innerhalb der Rechtsphilosophie des 20. Jahrhunderts wird Bruno Leoni als Vertreter des Klassischen Liberalismus verordnet. Als vielseitig gelehrter Jurist und Philosoph spielte er eine entscheidende Rolle für die Verbreitung von liberalen Werten und Überzeugungen in der italienischen Kultur, indem er Themen und Autoren des zeitgenössischen Liberalismus propagierte und neue gesellschaftliche Perspektiven mit Fokus auf Privateigentum und freien Markt eröffnete.
Mit seiner Arbeit bereitete er zudem den Weg für neue wissenschaftliche Entwicklungen wie die Neue Politische Ökonomie oder die generelle Zusammenarbeit verschiedener wissenschaftlicher Disziplinen wie Rechtswissenschaft, Philosophie, Politikwissenschaft und Wirtschaftswissenschaft. Nach seinem Tod im Jahr 1967 geriet er in Italien für längere Zeit nahezu in Vergessenheit. So wurde eines seiner wichtigsten Werke "Freiheit und das Recht" (erschienen 1961 in englischer Sprache) erst 30 Jahre später in das Italienische übersetzt. Dies mag auch an der Tatsache liegen, dass sein Denken viel mehr der amerikanischen Denktradition als dem europäischen Zeitgeist entsprach. Heute widmet sich unter anderem die italienische Denkfabrik Istituto Bruno Leoni seinem Andenken.

## Ermordung
Im Alter von nur 54 wurde Bruno Leoni, unter tragischen Umständen, in Alpignano  (zehn Kilometer westlich von Turin), ermordet. Der Täter, Osvaldo Quero, war ein Mitarbeiter seiner Anwaltskanzlei und war in Betrugsfälle und Unterschlagungen von Geldern verwickelt. Leoni, welcher ihn damit konfrontierte, wurde infolgedessen von Quero mit mehreren Schlägen auf den Kopf ermordet, sein Mörder versteckte ihn anschließend in einer Garage und versuchte eine Entführung vorzutäuschen, er flog jedoch sofort auf. Auf der Trauerfeier in Pavia hielt unter anderem Friedrich August von Hayek eine Rede.

## Bibliographie
- Bruno Leoni (1940). Il problema della scienza giuridica, Turin, Giappichelli, pp. 195 (“Memorie dell'Istituto giuridico dell'Università di Torino,” memoria XLV).
- Bruno Leoni (1942). Per una teoria dell'irrazionale nel diritto, Turin, Giappichelli, p. 210 (“Memorie dell'Istituto giuridico dell'Università di Torino,” memoria LI). An abridged version of the first chapter was published in Giusnaturalismo, filosofia del diritto e scienza giuridica, “Bollettino dell'Istituto di Filosofia del Diritto dell'Università di Roma,” n. 2, pp. 47–55.
- Bruno Leoni (1949). Lezioni di filosofia del diritto: vol. I, Il pensiero antico, Pavia, Viscontea, pp. 203 (lithograph).
- Bruno Leoni (1950). Review of F. A. HAYEK, Individualism and Economic Order, in “L'Industria,” n. 1, pp. 145–157.
- Bruno Leoni (1950). Review of L. MISES, Human Action, in “L'Industria,” n. 3, pp. 469–475.
- Bruno Leoni (1953). Il pensiero politico e sociale nell'Ottocento e Novecento, in Questioni di storia contemporanea, edited by E. Rota, vol. II, Milan, Marzorati, pp. 1121–1338. The first chapter of this essay, titled Individualismo, socialismo ed altri concetti politici, was published in “Il Politico,” 1952, n. 2, pp. 145–165.
- Bruno Leoni (1955). Possibilità di applicazione delle matematiche alle discipline economiche (with Eugenio FROLA), in “Il Politico,” n. 2, pp. 190–210; also published in E. FROLA, Scritti metodologici, Introduzione di L. Geymonat, Turin, Giappichelli, 1964, pp. 85–109; English translation On Mathematical Thinking in Economics, “Journal of Libertarian Studies,” vol. 1, No. 2 pp. 101–109, Pergamon Press, 1977.
- Bruno Leoni (1956). Il pensiero cristiano (Appendix to Lezioni di Filosofia del diritto: Il pensiero antico, II ed.), Pavia, Viscontea, pp. 28.
- Bruno Leoni (1957). The Meaning of “Political” in Political Decisions, “Political Studies,” n. 3, pp. 225–239, re-published as an appendix to the third edition of (1961e); Italian translation Natura e significato delle “decisioni politiche,” in “Il Politico,” n. 1, 1957, pp. 3–26.
- Bruno Leoni (1960). Political Decisions and Majority Rule, in “Il Politico,” n. 4, pp. 724–733; trad. it., Decisioni politiche e regola di maggioranza, in “Il Politico,” n. 4 pp. 711–722; re-published as an appendix to the third edition of 1961.
- Bruno Leoni (1961), Freedom and the Law, D. Van Nostrand Company, INC.
- Bruno Leoni (1961). Some Reflections on the “Relativistic” Meaning of Wertfreiheit in the Study of Man, in Relativism and the Study of Man, ed. by H. Schoeck, J.W. Wiggins, Princeton, van Nostrand Company Inc., pp. 158–174; Italian translation Riflessioni sul significato “relativistico” della Wertfreiheit nello studio dell’uomo, in “Il Politico,” 1977, n. 4, pp. 625–638.
- Bruno Leoni (1961). The Economic Approach to the Politics, in “Il Politico,” n. 3 pp. 491–502, re-published as an appendix to the third edition of (1961e); Italian translation L'approccio economistico nello studio delle scelte politiche, in “Il Politico,” n. 3, pp. 477–489.
- Bruno Leoni (1963). A “Neo-Jeffersonian” Theory of the Province of the Judiciary in a Democratic Society, in “UCLA Law Review,” n. 4, pp. 965–984; Italian translation Una teoria “neo-jeffersoniana” della funzione del potere giudiziario in una società democratica, “Il Politico,” 1964, n. 2, pp. 357–375.
- Bruno Leoni (1964). Are Rational Economic Policies Feasible in Western Democratic Countries?, in “Il Politico,” n. 3, pp. 698–701; Italian translation, ibidem, pp. 702–706.
- Bruno Leoni (1964). The Law as Claim of the Individual, in “Archiv für Rechts – und Sozialphilosophie,” pp. 45–58 and re-printed as an appendix to the third English edition of (1961e); Italian translation in (1997a).
- Bruno Leoni (1965). Les hommes libres et le futur de l'économie de marché, in “Il Politico,” n. 4, pp. 852–856.
- Bruno Leoni (1965). (ed.) Mont Pélerin Society. 23 Papers presented at the Fourteenth General Meeting: Semmering, Austria, September 7–12, 1964, Varese, Tipografia Multa Paucis.
- Bruno Leoni (1966). Two Views of Liberty, Occidental and Oriental (?), in “Il Politico,” n. 4, pp. 638–651.
- Bruno Leoni (2008). Law, Liberty and the Competitive Market, edited by Carlo Lottieri, with a preface by Richard A. Epstein, New Brunswick NJ, Transaction.